# Гамбия на летних Олимпийских играх 1988
Гамбия принимала участие в Летних Олимпийских играх 1988 года в Сеуле (Республика Корея) во второй раз за свою историю, но не завоевала ни одной медали. Сборную страны представляли 5 мужчин и 1 женщина.

## Лёгкая атлетика
Спортсменов — 3
Мужчины
| Спортсмен      | Вид  | Забег     | Забег | Четвертьфинал | Четвертьфинал | Полуфинал | Полуфинал | Финал     | Финал     |
| Спортсмен      | Вид  | Результат | Место | Результат     | Место         | Результат | Место     | Результат | Место     |
| -------------- | ---- | --------- | ----- | ------------- | ------------- | --------- | --------- | --------- | --------- |
| Доуда Джаллоу  | 400м | 46,91     | 3     | 46,35         | 7             | Не прошёл | Не прошёл | Не прошёл | Не прошёл |
| Момоду Н'Джийе | 800м | 1.55,57   | 7     | Не прошёл     | Не прошёл     | Не прошёл | Не прошёл | Не прошёл | Не прошёл |

Женщины
| Спортсмен   | Вид  | Забег     | Забег | Четвертьфинал | Четвертьфинал | Полуфинал | Полуфинал | Финал     | Финал     |
| Спортсмен   | Вид  | Результат | Место | Результат     | Место         | Результат | Место     | Результат | Место     |
| ----------- | ---- | --------- | ----- | ------------- | ------------- | --------- | --------- | --------- | --------- |
| Джабу Джаво | 100м | 12,27     | 8     | Не прошла     | Не прошла     | Не прошла | Не прошла | Не прошла | Не прошла |

### Борьба
Спортсменов — 3
Вольный стиль
| Спортсмен      | Категория | 1 раунд                  | 2 раунд                | 3 раунд              | 4 раунд               | 5 раунд              | 6 раунд              | 7 раунд              | Финалы               |
| Спортсмен      | Категория | Соперник и результат     | Соперник и результат   | Соперник и результат | Соперник и результат  | Соперник и результат | Соперник и результат | Соперник и результат | Соперник и результат |
| -------------- | --------- | ------------------------ | ---------------------- | -------------------- | --------------------- | -------------------- | -------------------- | -------------------- | -------------------- |
| Адама Дамбалли | 74 кг     | Уати Иутага Поб 4:0      | -                      | Шабан Сейди Пор 0:4  | Пекка Раухала Пор 0:4 | Не прошёл            | Не прошёл            | Не прошёл            | Не прошёл            |
| Маттар Джарджу | 82 кг     | Даниэль Иглесиас Пор 0:4 | Ацуси Ито Пор 0:4      | Не прошёл            | Не прошёл             | Не прошёл            | Не прошёл            | Не прошёл            | Не прошёл            |
| Бакари Санне   | 90 кг     | Эдвин Линс Пор 0:4       | Ахмед Аль-Шами Пор 0:4 | Не прошёл            | Не прошёл             | Не прошёл            | Не прошёл            | Не прошёл            | Не прошёл            |